# محمد عاشیق
محمد عاشیق (انگلیسی: Muhammad Ashiq; ۱۷ مارس ۱۹۳۵ – ۱۱ مارس ۲۰۱۸) دوچرخه‌سوار اهل پاکستان بود.